# Plerogyra simplex
Plerogyra simplex is een rifkoralensoort uit de familie van de Caryophylliidae. De wetenschappelijke naam van de soort is voor het eerst geldig gepubliceerd in 1892 door Rehberg.